# Richard Thomalla
Richard Thomalla (23. října 1903 Annahof – 12. května 1945 Jičín) byl německý nacistický válečný zločinec, SS-Hauptsturmführer, člen NSDAP a SS.
Byl architektem všech tří vyhlazovacích táborů v rámci Akce Reinhard – Treblinky, Bełżce a Sobiboru. Byl také jejich velitelem v době výstavby.
Zastřelen byl 12. května 1945 v Jičíně příslušníky sovětské NKVD.